# Ủy viên Hướng đạo
Ủy viên Hướng đạo (Scout Commissioner) là người có vai trò trông coi các chương trình của một hội Hướng đạo, thông thường trong một khu vực địa lý nhất định. Các Ủy viên Hướng đạo đa số là những người thiện nguyện. Trong một số hội Hướng đạo, thuật từ Ủy viên Hành chánh (Executive Commissioner) được sử dụng để chỉ một thành viên ban nhân sự có lãnh lương.
Vai trò của ủy viên xuất hiện từ đầu phong trào Hướng đạo. Các đoàn Hướng đạo cá biệt được các tổ chức cộng đồng đã có từ trước thành lập nên, và các tổ chức này nhận trách nhiệm sơ khởi để thực thi chương trình Hướng đạo. Để bảo đảm trước sau như một giữa các đoàn Hướng đạo khác nhau, phong trào Hướng đạo dựa vào hai khái niệm: huấn luyện huynh trưởng và ban ủy viên (ở hải ngoại là ban thường vụ của Hội đồng Trung ương Hướng đạo Việt Nam). Sáng lập viên Hướng đạo là Robert Baden-Powell đã phát triển và phát huy nhiều chương trình huấn luyện huynh trưởng bắt đầu vào năm 1910 và dẫn đến một khóa huấn luyện đặc biệt năm 1919 mà được biết như hiện nay là Bằng Rừng. Chính ban ủy viên tiến hành thực hiện thanh xét độc lập và liên tục các đoàn Hướng đạo.
Sau đây là một số chức danh ủy viên tiêu biểu:
- Ủy viên Đơn vị (Unit Commissioner)
- Ủy viên Khu vực (Area Commissioner)
- Ủy viên Đạo (District Commissioner)
- Ủy viên Châu (Council Commissioner)
- Ủy viên Vùng (Regional Commissioner)
- Ủy viên Tỉnh (Provincial Commissioner)
- Ủy viên Quốc gia (National Commissioner)
- Tổng ủy viên (Chief Commissioner)

Đôi khi các ủy viên có trách nhiệm cho một đề tài đặc biệt như Ủy viên Cắm trại (Commissioner for Camping), Ủy viên Hội nghị Đạo (District Roundtable Commissioner), hoặc Phó ủy viên ngành Sói Con (Deputy Commissioner for Wolf Cubs). Một số ủy viên cũng có các phụ tá, thí dụ như Phụ tá Ủy viên Đạo.
Các ủy viên của Hội Nam Hướng đạo Mỹ ban đầu là các đại diện tình nguyện của văn phòng Hội đồng Quốc gia. Một trong các Ủy viên Quốc gia đầu tiên là Daniel Carter Beard tác giả của American Boy's Handy Book.
Hoàng Đạo Thúy là Tổng ủy viên nổi bật của Hội Hướng đạo Bắc kỳ trước năm 1946 và cũng là Tổng ủy viên của Hội Hướng đạo Việt Nam thống nhứt ba kỳ.